# George MacDonald (wioślarz)
George Leslie "Les" MacDonald (ur. 5 października 1906 w Hamilton, zm. 25 września 1997 w Nethy Bridge) – kanadyjski wioślarz, brązowy medalista olimpijski.
Wystąpił na igrzyskach olimpijskich w Los Angeles w 1932, gdzie Kanadyjczycy w składzie: Earl Eastwood, Joseph Harris, Stanley Stanyar, Cedric Liddell, Harry Fry, William Thoburn, Donald Boal, Albert Taylor i George MacDonald (sternik) zdobyli brązowy medal w ósemkach. W finale o 2,8 sekundy wyprzedziła ich osada Stanów Zjednoczonych, a o 2,6 sekundy Włosi. Na rozgrywanych cztery lata później igrzyskach olimpijskich w Berlinie w tej samej konkurencji Kanadyjczycy odpadli w półfinałach.
Ponadto na igrzyskach Imperium Brytyjskiego w Hamilton w 1930 również zdobył brązowy medal w tej konkurencji.
Po zakończeniu kariery był trenerem. W trakcie II wojny światowej służył w Canadian Army.